# مارك بلانت
مارك بلانت هو سياسي كندي، ولد في 26 يونيو 1981 في Sainte-Angèle-de-Prémont ‏ في كندا. نشط حزبياً في حزب كيبيك الليبرالي. وقد انتخب عضو الجمعية الوطنية في كيبك ‏ عن دائرة Maskinongé (provincial electoral district) ‏ خلال فترته النيابية ‏ (7 أبريل 2014 – 1 أكتوبر 2018).